# アントニオ・デ・オテルミン
アントニオ・デ・オテルミン (Antonio de Otermin) は、1678年から1682年の間、ニュースペイン領のサンタフェ・デ・ヌエボ・メヒコ（今日のアメリカ合衆国ニューメキシコ州）のスペイン領総督を務めた。オテルミンは、宗教上のリーダーのポペが、プエブロの人々をスペイン人入植者への武力行使に導いたプエブロの反乱の時の知事である。ポパイの軍はサンタフェの周囲を取り囲み、町への水の供給を断った。総督邸を堅く囲ったオテルミンは撤退を呼びかけ、9月21日、スペイン人開拓者たちは首都サンタフェを後にして、当時エル・パソ・デル・ノルテと呼ばれていたシウダー・フアレスへと向かった。1682年、彼はコルプス・クリスティ・デ・ラ・イスレタ伝道所を、フレイ・フランシスコ・デ・アイェタと共にテキサス州のイスレタに設立した。